# Municipio de Xaloztoc
El municipio de Xaloztoc (Del náhuatl xal = "arena", azto = "cueva", y la c final = "lugar" o "sitio": "en la cueva de arena") es un municipio perteneciente al estado de Tlaxcala, México. La cabecera es San Cosme Xaloztoc.
El municipio está ubicado en el centro oriente del estado, colinda al norte con el municipio de Tetla de la Solidaridad; al noreste con el municipio de Terrenate; al este con el municipio de Huamantla; al sur con el municipio de Tocatlán, al suroeste con el municipio de Tzompantepec; y al oeste con el municipio de Apizaco.

## Toponimia
La palabra xaloztoc proviene de la lengua náhuatl, deriva de los vocablos xal, raíz de xalli, que significa "arena", así como de azto de oztotl, que quiere decir "cueva", y de la c final que denota "lugar" o "sitio". Así, xalostoc se traduce como "en la cueva de arena" o "lugar de cuevas arenosas".

## Comunidades/Colonias que lo integran
De acuerdo con la Ley Municipal del Estado de Tlaxcala, cada municipio cuenta a su vez con una subdivisión política que recae en la Presidencia Municipal Auxiliar, que es representado a su vez por un Presidente Municipal Auxiliar, conocido también como Presidente de Comunidad o Regidor del pueblo.
Por ello, en Xaloztoc (al igual que en todos los Municipios de Tlaxcala) se distinguen 9 comunidades descentralizadas del Gobierno Municipal y son:
- Primera sección (llamado también "centro", "Huiznáhuac" o simplemente "San Cosme", incluye el barrio de Tetitla): Es la cabecera municipal donde se encuentra tanto la Presidencia Municipal como la Parroquia de San Cosme y Damián.

Festividades:: 1.º de julio en honor a la Preciosa Sangre y 26 de septiembre en honor a San Cosme y Damián.
- Segunda Sección o "La Sierra"
- Tercera Sección o "Santa Marta"
- La Feria del Cohetero en Honor a San Juan de Dios el patrono de los maestros pirotécnicos.

Festividad: 29 de julio en honor a Santa Marta de Betania.
- San Pedro Tlacotepec: Primer asentamiento de aldeas en la región, mucho antes de la formación de Xaloztoc, pues Tlacotepec data del siglo XVI.

Festividad: 29 de junio en honor a San Pedro.
- Colonia Venustiano Carranza

Se distingue por sus calles bien trazadas. En esta colonia se encuentra 1 de las 2 escuelas de educación media del municipio: El COBAT n.º 19. El CECATI n.º 46. no entra dentro del programa de Educación Media, ya que al terminar los estudios no otorga ningún certificado de bachillerato. Cuenta también con una primaria de dos turnos, jardín de niños y la primera escuela secundaria del municipio, fundada en 1974 con el registro 348-15 y es en 1986 cuando por concurso de nombre se le denominó el que lleva actualmente: Secundaria General Adrián Vázquez Sánchez. Entre los fundadores de la escuela se encuentran: Prof. Leoncio García Ramírez, Prof. Cruz García Molina y Prof. Liborio Encarnación López Vázquez. Esta escuela empezó con 2 grupos y un total de 86 alumnos. Para el año 2010 contaba con 2 turnos y 4 grupos por grado en cada turno, dando un total de 24 grupos y más de 400 alumnos por turno.
Festividad: 9 de febrero en honor a la Virgen de Ocotlán.
- Colonia Texmolac: Llamado también "Guadalupe Texmolac".

Festividad: 12 de diciembre en honor a la Virgen de Guadalupe
- Colonia Zacazontetla: o Santa Cruz Zacatzontetla
- Feria 3 de Mayo, en honor a la Santa Cruz
- Colonia José López Portillo
- Colonia Velazco: Es, junto con la Col. López Portillo, una de las más alejadas del centro de población.

Cada sección y colonia cuenta con su propia Presidencia Municipal Auxiliar, además ya se han instalado diferentes tipos de escuelas, principalmente de nivel básico. La población de cada comunidad va de los 500 a los 3500 habitantes aprox. (sin agrupar las Secciones).
Los Presidentes Auxiliares son elegidos junto con el presidente municipal cada 3 años por medio del voto libre, universal y directo.
El alcalde electo para el periodo 2018-2021 es Dr. Mario López López por el Partido de la Revolución Democrática (PRD) (de registro local), quien obtuvo el triunfo en las elecciones del 5 de junio del 2016 y entrará en funciones con el Ayuntamiento el día 1 de enero de 2017 (Ley Municipal del Estado de Tlaxcala, Capítulo Segundo, Artículo 15).
| Localidad                                       | Población (hab) |
| ----------------------------------------------- | --------------- |
| Total Municipio                                 | 21,769          |
| 1.ª, 2.ª y 3.ª sección                          | 10,191          |
| San Pedro Tlacotepec                            | 3,523           |
| Guedalupe Texmolac                              | 2,875           |
| Colonia Venuztiano Carranza                     | 2,665           |
| Santa Cruz Zacatzontetla                        | 758             |
| Colonia Velazco                                 | 858             |
| Colonia José López Portillo                     | 837             |
| Otros (no reconocidos como colonia o comunidad) | 62              |

## Historia

### Época Prehispánica
Los primeros asentamientos humanos en el municipio de Xaloztoc, consistieron en dos aldeas concentradas chicas y una microaldea que corresponde a la fase Tzompantepec del 1700 al 1200 a.c. En la fase tezoquipan, el área que ocupa actualmente el municipio de Xaloztoc, encontramos: un pueblo grande o ciudad, dos pueblos, una aldea concentrada grande, 4 aldeas concentradas chicas, una microaldea, una aldea dispersa grande y tres aldeas dispersas chicas. Para la fase texcalac en el área que actualmente ocupa el municipio de Xaloztoc, del 650 al 850 d.c., se localizaron un pueblo, tres villas, una aldea concentrada, una grande, una microaldea, cinco estancias, cuatro aldeas dispersas y para el periodo tardío del 850 al 1200 d.c., una villa, tres aldeas concentradas grandes, una aldea dispersa grande y siete aldeas dispersas chicas, tres estancias. En la fase Tlaxcala, del 1100 al 1300 d.c., en el área de influencia que ocupa el actual municipio de Xaloztoc se ubicaron un pueblo una aldea concentrada chica, y siete aldeas dispersas chicas, en tanto que de 1300 al 1521 d.c., se localizan el pueblo, siete aldeas dispersas chicas y 2 aldeas concentradas grandes. De acuerdo con la gran división de los cuatro señoríos, San Cosme Xaloztoc pertenecía al señorío de Tizatlán a la llegada de los españoles.

### La Colonia
San Cosme Xaloztoc y San Pedro Tlacotepec durante la Colonia fueron iglesias de visita que pertenecían al convento de Huamantla, donde se localizaba la iglesia de doctrina. Es probable que durante el siglo XVI, en los años inmediatos a la conquista San Cosme Xaloztoc perdió importancia por la disminución de su población, disminución que fue consecuencia tanto de las epidemias que trajeron los españoles como por el deceso de sus pobladores que participaron en la conquista de Tenochtitlán y posteriormente en las tareas de pacificación y expediciones que se hicieron.
En 1791, la división territorial del partido de Tlaxcala se integraba por siete cuarteles: Tlaxcala, San Felipe Ixtacuixtla, San Luis Huamantla, Santa María Nativitas, Santa Ana Chiautempan, San Agustín Tlaxco y Apizaco. San Cosme Xaloztoc se ubicaba en el cuartel de Apizaco junto con San Antonio Cuaxomulco, San Francisco Tescacingo, San Pedro Tlacotepeque, Santiago Tetla, Santa María Atescalaque (Texcalac) y San Salvador Tzompantepec.

### La Reforma
San Cosme Xaloztoc en estos tiempos era un pueblo que pertenecía a la municipalidad de Tzompantepec, la cual se ubicaba dentro de la segunda sección junto con Ixtenco, Zitlaltepec, Terrenate y Huamantla en donde se encontraba la Junta Directiva.
En el cerro de Tlacotzinzi, del municipio de Xaloztoc se libró una batalla en contra de los franceses, y desde entonces se le llamó el cerro de las banderas. Para luchar contra la intervención francesa, se requiere abastecer al Ejército de Oriente, por ello el gobierno del estado de Tlaxcala organiza su división política en cuatro distritos estableciendo en cada uno de ellos una junta proveedora de víveres y forrajes, Xaloztoc se ubica en el tercero por pertenecer al distrito de Huamantla.
Creación del Municipio
Al ir ocupando la mayoría del territorio nacional, el Imperio dividió al país en 50 departamentos. Tlaxcala es uno de ellos y a su vez se subdividió en 3 distritos integrados por 27 municipalidades. San Cosme Xaloztoc, es un pueblo que pertenece a la municipalidad de Tzompantepec, del distrito de Huamantla. Sin embargo, el 25 de noviembre de 1873, mediante el decreto número 65, se crea el municipio de San Cosme Xaloztoc, con los pueblos de Santa María Tocatlán y San Pedro Tlacotepec, las haciendas de Acocotla, Tochac y La Concepción; todos segregados del municipio de Tzompantepec.

### SigloXX
La Revolución Mexicana.- Para 1913, Pedro M. Morales, era jefe del gobierno revolucionario, y para estas fechas emitió un decreto sobre la restitución de las tierras aldeanas a fin de probar que habían sido ilegítimamente alienadas por los terratenientes. Al ser conocido este decreto varios pueblos trataron de que se les restituyeran sus tierras, uno de ellos fue San Cosme Xaloztoc, que liderados por Romualdo Sánchez, expresidente municipal destituido de su puesto por Cahuantzi, lucharon por recuperar las tierras enajenadas por la cercana hacienda de Tochac.
En abril de 1913, las autoridades ordenaron emprender una expedición a San Cosme Xaloztoc, a causa de los innumerables desórdenes que se habían registrado en este pueblo y porque muchos de sus pobladores estaban involucrados en una conspiración contra el gobierno. Tal levantamiento se planeaba para la primera semana de mayo de ese mismo año. El resultado de esta expedición fue la aprehensión de Romualdo Sánchez, Aurelio Peña, Mariano Romero que era el agente municipal, Juan Silverio, Fermín Muñoz, Aurelio Bautista, Gregorio Xicohténcatl, Domingo Cocoletzi y Blas Romano.
En 1915, el gobierno de Tlaxcala intervino varios bienes, entre los que encontramos la hacienda de Tochac y Acocotla pertenecientes al municipio de Xaloztoc. Al respecto existen los siguientes datos. “Tochac.- Hacienda granera, ubicada en el municipio de Xaloztoc, distrito de Cuauhtémoc; representa un valor de $80 000 (ochenta mil pesos), y es propiedad del Sr. Roberto Ruíz. Este individuo fue acusado ante el gobierno de reaccionario, y de multitud de atropellos y perjuicios causados a los pueblos circunvecinos, y después de haber sido reducido a prisión y de salir en libertad bajo fianza, se ausentó dejando la finca completamente abandonada, y al tener conocimiento el gobierno de que dicha finca estaba sufriendo robos considerables en todos sus intereses, mandó intervenirla, quedando bajo su vigilancia. “Acocotla.- Hacienda granera, propiedad del Sr. V. Gómez y ríos y ubicada en el municipio de Xaloztoc, distrito de Cuauhtémoc, y representa un valor de $101 200 (ciento un mil doscientos pesos). Esta finca, que se encontraba completamente abandonada, ignorándose la causa de la ausencia del dueño, y en virtud de que igualmente estaba siendo perjudicada gravemente, el gobierno mandó intervenirla para que quedara bajo su vigilancia.
A pesar de todos los errores que pudo haber cometido Romualdo Sánchez, se le debe reconocer que fue él quien encabezó a los pobladores de San Cosme Xaloztoc, para obtener la reivindicación de sus derechos sobre las tierras de la hacienda Tochac que legítimamente pertenecía a ese pueblo. Sánchez muere en un combate librado en Zacatelco el 3 de agosto de 1915.
El 27 de febrero de 1919 se firma la resolución por la que se dota de tierra a San Pedro Tlacotepec, pueblo que pertenece al municipio de Xaloztoc. La dotación fue de 322 hectáreas, que fueron tomadas de las fincas aledañas, 192 de la hacienda de Acocotla y 130 de La Concepción.

### Época Contemporánea
En el año de 1929, el municipio de San Cosme Xaloztoc tramita la solicitud para que su vicaría fija se convierta en parroquia, argumentando que dicha vicaría tenía de censo 4 100 habitantes, y que los templos de los pueblos y de las haciendas, menos la de Tochac, cuentan con ornamentos, vasos sagrados y todo lo necesario para el culto, encontrándose en buen estado. Todo ello, aunado a otras razones, logran que el Dr. D. Pedro Vera y Zuria, Arzobispo de Puebla, decrete la erección de la parroquia de San Cosme Xaloztoc, el 22 de marzo de 1930. El acta de erección sería fechada el 27 de abril del mismo año. Este suceso en la vida religiosa de los pobladores de Xaloztoc, tendría un gran significado, pues con ello lograba desmembrarse definitivamente de la parroquia de Tzompantepec. El primer párroco fue el presbítero Agustín Rojas.
Para 1932, el municipio de Xaloztoc tenía una producción anual de aproximadamente 1 281 045 litros de pulque, ocupando el sexto lugar de producción en el estado. En la década de los años treinta, la producción agrícola era en pequeña escala o de autoabasto. Según Miller en el municipio de Xaloztoc la distribución de la tierra es desigual, pero al parecer fueron pocos los que carecían de ella. Las parcelas por lo general de extensiones de cinco hectáreas o menos, nunca fueron suficientes para el sustento de una familia. Posteriormente, en 1945 se da a conocer la Ley Orgánica del Municipio en el Estado de Tlaxcala, asentando al municipio libre como la base de la división territorial y de la organización política y administrativa. Asimismo, se señala cuántas y cuáles eran las poblaciones consideradas como municipios, por supuesto Xaloztoc, sería uno de ellos.
En 1964, mediante el decreto número 106, de la Ley Orgánica Municipal del Estado de Tlaxcala se modifica la denominación de la cabecera del municipio, en lugar de San Cosme se le conocerá como Xalóstoc.
Durante el gobierno de Emilio Sánchez Piedras, Tlaxcala transita un proceso de industrialización, creándose varias empresas que se distribuyen en el llamado corredor industrial Apizaco-Xalóstoc-Huamantla; en la ciudad industrial Xicohténcatl, en los parques industriales de Xiloxoxtla, Ixtacuixtla, Calpulalpan y Atlangatepec, así como en las ciudades de Chiautempan y Tlaxcala.
El 4 de febrero de 1998, en la publicación del Periódico Oficial del Estado, el Congreso local cambia la ortografía del municipio, anteriormente se escribía Xalóstoc y a partir de esa fecha se reconocerá como Xaloztoc.

## Aniversario del Centenario
El 23 de noviembre de 1973, se celebró el primer centenario del municipio de Xaloztoc, y por varios días se realizaron distintos eventos para celebrarlo. El comité organizador del Primer Centenario estuvo integrado así:
Presidente del comité: Lic. Hétor Vázquez (hijo de Adrián Vázquez Sánchez, exgobernador de Tlaxcala)
Secretario del comité: Prof. Leoncio García Ramírez (uno de los primeros profesores de Xaloztoc y uno de los más distinguidos y conocidos por todo el pueblo)
Tesorero: Roberto Muñoz
Protesorero: Romualdo Sánchez
Reina de la Feria: Marlen Sánchez
Desde el día jueves 22 de noviembre, el padre Luis Nava Rodríguez (Q. E. P. D.), quien también se desempeñó como escritor e historiador (Historia de Apizaco, Historia de Xaloztoc, 1979) ofreció una conferencia sobre "la Historia del Municipio".
El comité organizador logró que el muralista Desiderio Hernández Xochitiotzin elaborara el Escudo Municipal, más conocido como Escudo del Centenario, con la intervención del ingeniero Ezequiel M. Gracía (presidente de la Sociedad de Geografía, Estadística y Literatura del Estado en ese entonces). Tal escudo es una representación más compleja que el simple glifo de Xaloztoc (presentado arriba) y sólo es exhibido en el Palacio Municipal de Xaloztoc y en el libro de la Historia de Xaloztoc de Luis Nava.
Además, por decreto expedido por el H. Congreso del Estado,  este municipio fue sede de los tres Poderes del Estado; es decir, San Cosme Xaloztoc fue capital del Estado de Tlaxcala por ese día.

## Feria Patronal de San Cosme y San Damián
La feria más importante de San Cosme Xaloztoc es la realizada el día 26 de septiembre en honor a San Cosme y San Damián (médicos y mártires del s. III)
Estos dos santos han sido (junto con San Lucas) los patronos de los médicos católicos. En oriente los llaman "los no cobradores", porque ejercían la medicina sin cobrar nada a los pacientes pobres.
La ceremonia religiosa a los patronos de Xaloztoc siempre se celebra con una misa el día 26 de septiembre.Dentro de las festividades religiosas de septiembre, el último domingo del mes se celebra una misa de gran trascendencia para la población, pues, los niños y jóvenes acuden a misa para realizar su confirmación o primera comunión según sea el caso, es una misa especial para toda la comunidad, es oficiada por el Sr. Obispo en turno, a ella, acuden más 200 niños y jonvenes a realizar estos sacramentos.
En cuanto a las costumbres y tradiciones que se alejan un poco a la festividad religiosa, están la invitación de grupos de mariachis reconocidos en el municipio, del estado e incluso de provincia, por lo que esta feria es conocida también como la "Feria del Mariachi". A esta feria asisten personas de los pueblos aledaños y también de otros estados de la república y del extranjero.
Además, al igual que en el mes de febrero, en esta fecha también participan "camadas de huehues" de carnaval, siendo otra importante atracción de esta feria.
La quema de fuegos pirotécnicos se realiza siempre a las 9 o 9:30 de la noche el primer domingo posterior al día 26 (si domingo cae 26, se realiza ese mismo día). Se instalan juegos mecánicos, comerciantes (principalmente del famoso "Pan de Fiesta" de Totolac). Es por ello que el día más concurrido por la gente siempre ha sido durante el sábado y domingo aprovechando el descanso de la mayoría de la población, incluyendo niños.
Grandes son sus fiestas aledañas como la feria de San Pedro Tlacotepec, celebrada el 29 de junio a los patrones Pedro y Pablo en la que es tradicional el mole, la danza de Carnaval y la visita del Obispo en turno. Es admirable la flora y fauna en el cerro Tlacotzintxi.
Otra fiesta importante es el carnaval  con gran música y buen ambiente.
Este inicia en febrero con un colorido desfile en el cual participan varios municipios uno de ellos Yauhquemehcan; reconocido por sus detallados trajes y penachos hechos con plumas naturales que van de los $10,000 a los $50,000 y son fabricados en el Rosario Ocotoxco, donde también funden las campanas, por esta y muchas más razones visiten Tlaxcala.

## Gastronomía
Por otra parte tenemos que mencionar los platillos tradicionales que se ofrecen para agasajar a los visitantes, y son: carnitas de cerdo, arroz, mole de guajolote, sopa de nopales, de hongos, quesadillas de huitlacoche, de flor de calabaza, así como barbacoa de carnero, de borrego, de pollo en mixiote. Estas últimas acompañadas de tortillas de comal, sean de maíz blanco o azul. También tenemos las conservas de frutas de la región como: tejocote, calabaza con piloncillo, ciruela, capulín, pera, durazno. Y por supuesto no podía faltar la bebida tradicional que por excelencia es el pulque natural así como curados de frutas.

## Xaloztoc en cifras
Estadísticamente hablando destacan los siguientes datos económicos, los cuales reflejan el aporte de la economía local al volumen estatal.
| Estadística                                                                   | Xaloztoc         | Tlaxcala          |
| ----------------------------------------------------------------------------- | ---------------- | ----------------- |
| Agropecuario y Aprovechamiento Forestal                                       |                  |                   |
| Superficie sembrada total (Hectáreas), 2009                                   | 3,978            | 239,558           |
| Superficie cosechada total (Hectáreas), 2009                                  | 3,973            | 239,377           |
| Superficie mecanizada (Hectáreas), 2009                                       | 2,727            | 223,905           |
| Educación y Cultura                                                           |                  |                   |
| Población de 5 y más años con primaria, 2010                                  | 7,632            | 384,389           |
| Total de escuelas en educación básica y media superior, 2009                  | 33               | 2,147             |
| Bibliotecas públicas, 2009                                                    | 4                | 139               |
| Industria                                                                     |                  |                   |
| Usuarios de energía eléctrica, 2009                                           | 4,837            | 324,915           |
| Valor de las ventas de energía eléctrica (Miles de pesos), 2009               | 268,507          | 1,873,669         |
| Inversión pública ejercida en obras de electrificación (Miles de pesos), 2009 | 0                | 1,85              |
| Medio Ambiente                                                                |                  |                   |
| Superficie continental (kilómetros cuadrados), 2005                           | 41.90            | 3,991.14          |
| Superficie de agricultura (kilómetros cuadrados), 2005                        | 40.39            | 2,954.19          |
| Superficie de áreas sin vegetación (kilómetros cuadrados), 2005               | 0.00             | 0.77              |
| Población                                                                     |                  |                   |
| Población total, 2010                                                         | 21,769           | 1,169,936         |
| Nacimientos, 2008                                                             | 547              | 27,522            |
| Defunciones generales, 2009                                                   | 94               | 5,412             |
| Salud                                                                         |                  |                   |
| Población derechohabiente, 2010                                               | 14,520           | 720,545           |
| Personal médico, 2009                                                         | 7                | 2,310             |
| Unidades médicas, 2009                                                        | 3                | 273               |
| Seguridad y orden público                                                     |                  |                   |
| Delitos registrados en averiguaciones previas del fuero común, 2009           | 0                | 4,378             |
| Accidentes de tránsito terrestres en zonas urbanas y suburbanas, 2009         | 9                | 3,290             |
| Capacidad de los Centros de Readaptación Social, 2009                         | 0                | 1,115             |
| Servicios                                                                     |                  |                   |
| Mercados públicos, 2009                                                       | 1                | 17                |
| Centrales de abasto, 2009                                                     | 0                | 0                 |
| Aeropuertos, 2009                                                             | 0                | 0                 |
| Trabajo                                                                       |                  |                   |
| Huelgas estalladas, 2009                                                      | 0                | 0                 |
| Conflictos de trabajo, 2009                                                   | 4                | 628               |
| Vivienda y Urbanización                                                       |                  |                   |
| Viviendas particulares, 2010                                                  | 4,690            | 274,202           |
| Promedio de ocupantes por vivienda particular, 2010                           | 4.7              | 4.3               |
| Parques de juegos infantiles, 2009                                            | 1                | 12                |
| Geografía "Cabecera Municipal"                                                |                  |                   |
| Latitud                                                                       | 19°24′ N         | 19°44′ - 19°6′ N  |
| Longitud                                                                      | 98°3′ O          | 97°38′ - 98°43′ O |
| Altitud                                                                       | 2,500 m s. n. m. |                   |